# Colletes dinizi
Colletes dinizi là một loài Hymenoptera trong họ Colletidae. Loài này được Kuhlmann, Ortiz & Ornosa mô tả khoa học năm 2001.